# 릴리안 쇼빈

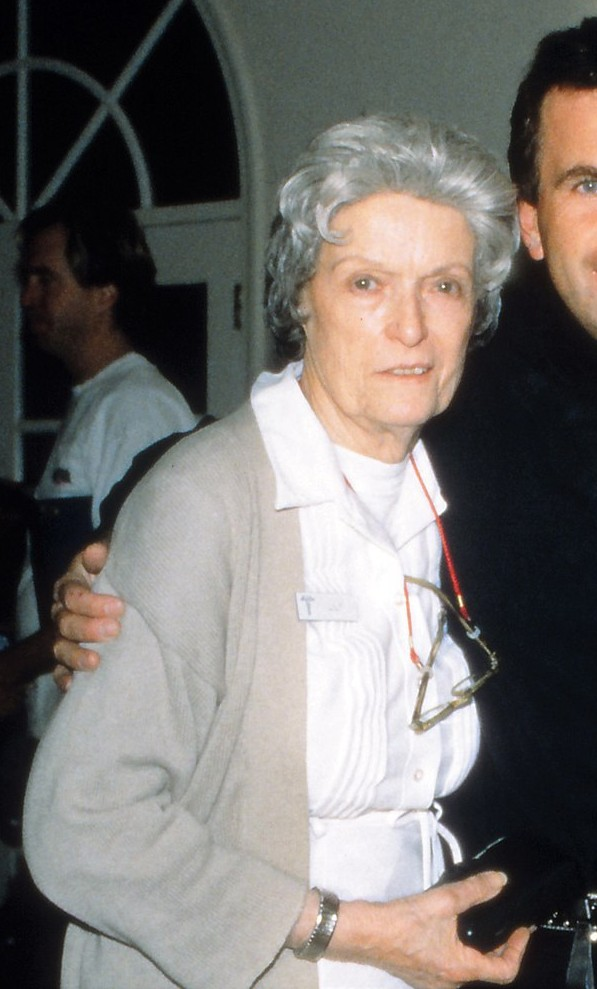

릴리안 쇼빈(영어: Lilyan Chauvin, 1925년 8월 6일 ~ 2008년 6월 26일)은 프랑스 출신의 미국 배우, 영화 감독이다.
파리에서 태어났다.

## 출연 작품
- 더 패싱 (2009년)
- 서브라임 (2007년)
- 슬래셔 영화의 흥망성쇠 (2006년)
- 캐치 미 이프 유 캔 (2002년)
- 그 남자는 거기 없었다 (2001년)
- 샤도우 프로그램 2 - 파이브 에이스 (1999년)
- 스페이스 워리어 (1998년)
- 핵주먹 타이슨 (1995년)
- 디스커버러스 (1993년)
- 붉은 사냥 (1992년)
- 천국으로의 왕복 여행 (1992년)
- 유니버셜 솔저 (1992년)
- 옛 연인들의 데이트 (1991년)
- 뱃 인플루언스 (1990년)
- 프레데터 2 (1990년) - 이렌 에드워즈 역
- 모의 법정 (1989년)
- 죽음의 밤 (1984년)
- 벤자민 일등병 (1980년)
- 차일드 오브 글라스 (1978년)
- 엔터베 특공작전 (1976년)
- 화니 레이디 (1975년)
- 악마의 왈츠 (1971년)
- 나, 너 그리고 우리 (1968년)
- 묵시록의 4기사 (1961년)
- 알래스카의 혼 (1960년)
- 퍼펙트 퍼로 (1959년)
- 열정의 무대 (1958년)
- 레스 걸스 (1957년)

### 텔레비전
- 프렌즈 (1994년)
- 디즈니랜드 (1954년)